# The Place Promised in Our Early Days
The Place Promised in Our Early Days (雲のむこう, Kumo no Mukō, Yakusoku no Basho) is een Japanse animatiefilm uit 2004 die is geschreven en geregisseerd door Makoto Shinkai. De dramafilm verscheen op 20 november 2004 en bevat muziek van Tenmon.

## Plot
De film speelt zich af in een alternatieve geschiedenis waarin de Sovjet-Unie het Japanse eiland Hokkaido heeft bezet. De twee hoofdpersonen zijn jeugdvrienden, maar zijn uit elkaar gegroeid nadat een van hun vrienden is verdwenen.
Wanneer een mysterieuze toren opeens materie vervangt door materie uit een ander universum, komen de twee vrienden elkaar weer tegen. Ze beseffen dat hun verdwenen vriend misschien de oplossing is om de wereld te kunnen redden.

## Stemverdeling
| Personage          | Japanse stem      |
| ------------------ | ----------------- |
| Hiroki Fujisawa    | Hidetaka Yoshioka |
| Takuya Shirakawa   | Masato Hagiwara   |
| Sayuri Sawatari    | Yuka Nanri        |
| Professor Tomizawa | Kazuhiko Inoue    |
| Maki Kasahara      | Risa Mizuno       |
| Okabe              | Unsho Ishizuka    |
| Arisaka            | Hidenobu Kiuchi   |

## Prijzen en nominaties
- Bijzondere Categorie, Seoel Comics and Animation Festival
- Jury-selectie, Japan Media Arts Festival
- Seiun Award, SF Convention
- Beste Animatie, Mainichi Film Awards